# Campeonato de Francia de Rugby 15 1909-10
El Campeonato de Francia de Rugby 15 1909-10 fue la 19.ª edición del Campeonato francés de rugby, la principal competencia del rugby galo.
El campeón del torneo fue el equipo de FC Lyon quienes obtuvieron su primer campeonato.

## Desarrollo

### Semifinal
| 1909 | FC Lyon | 9 - 0 | Racing Club |  |  |

| 1909 | Stade Bordelais | 16 - 3 | Tarbes |  |  |

### Final
| 17 de abril de 1910 | FC Lyon | 13 - 8  | Stade Bordelais | Parc des Princes, París |  |
|                     |         | Reporte |                 |                         |  |

| Bandera de Francia |
| Campeón FC Lyon    |
| Primer título      |